# Miconia sterilis
Miconia sterilis är en tvåhjärtbladig växtart som beskrevs av Henry Allan Gleason. Miconia sterilis ingår i släktet Miconia och familjen Melastomataceae.
Artens utbredningsområde är El Salvador. Inga underarter finns listade i Catalogue of Life.